# 159 f.Kr.

## Händelser

### Efter plats

#### Seleukiderriket
- I och med den seleukidiska segern över Mackabéerna i Judeen blir Alkimos återinsatt som judisk överstepräst och en stark styrka lämnas i Jerusalem att stödja honom. Han får dock inte njuta av triumfen länge, eftersom han strax därefter dör av ett förlamande slaganfall.

#### Baktrien
- Medan Eukratides I befinner sig i nordvästra Indien för att erövra den förre baktriske kungen Demetrios I:s territorier där annekterar parterna, under Mithradates I, två baktriska provinser. Då han återvänder från Indien för att återerövra dem blir Eukratides mördad av sin son.

## Födda
- Quintus Mucius Scaevola Augur, romersk politiker och tidig auktoritet inom romersk rätt (född omkring detta år; död 88 f.Kr.)

## Avlidna
- Eukratides I, kung av Baktrien sedan omkring 170 f.Kr.
- Publius Terentius Afer (Terentius), romersk komedi- och dramaförfattare, författare till sex verskomedier som länge betraktas som standardverken på rent latin (död omkring detta år; född omkring 195 f.Kr.)
- Alkimos, överstepräst av Judeen